# Josh Arcoleo
Joshua „Josh“ Arcoleo (* 1989 in Guildford) ist ein britischer Jazzmusiker (Tenorsaxophon, Komposition).

## Leben und Wirken
Arcoleo wuchs in einer Musikerfamilie auf, die Mutter ist klassische Flötistin, der Vater klassischer Gitarrist. Seine Eltern begannen, als er sieben Jahre alt war, ihn auf dem Cello zu unterrichten. Mit zehn Jahren wechselte er zum Saxophon und im Alter von 13 Jahren erhielt er Saxophonunterricht bei Pee Wee Ellis, mit dem er auch mit 16 Jahren auf eine erste Gastspielreise ging. Mit 18 Jahren begann er ein Studium als Instrumentalist an der Royal Academy of Music, wo er 2011 seinen Abschluss machte und mit dem Yamaha Jazz Scholarship und dem Kenny Wheeler Jazz Award ausgezeichnet wurde. Mit den Bands Assembly und Still Black Still Proud von Ellis war er drei Jahre lang in Europa unterwegs.
2012 erschien Arcoleos Debütalbum Beginnings, das gute Kritiken erhielt. Er wurde bei MBF Young Talent ausgezeichnet und war für den Jazz FM Award for Best Newcomer ebenso wie für den London Jazz Award 2012 nominiert.
Arcoleo ist Gründungsmitglied von Native Dancer, die 2020 ihr erstes Album Tides veröffentlichte. Er tourte mit Kit Downes und gehörte zur Bigband von Stan Sulzmann und zum UK Quartet von Jeff Williams, mit dem er auch beim London Jazz Festival auftrat, und zum Trio von Jasper Høiby (Planet B, What It Means to Be Human). Weiterhin arbeitete er mit John Laws New Congregation und Liran Donins 1000 Boats. Er ist auch auf Alben von Snowpoet (um Lauren Kinsella und Kit Downes), Jacob Collier, Laura Fell und auf Quick Fire (The Audio Network Sessions) des James Taylor Quartet zu hören.

## Diskographische Hinweise
- Beginnings (Edition Records 2012, mit Ivo Neame, Calum Gourlay, James Maddren)
- Jeff Williams, John O’Gallagher, Josh Arcoleo, Kit Downes, Sam Lasserson, Special Guest Gonçalo Marquez: Lifelike (Whirlwind Recordings 2018)